# Elisabeth van Pruisen

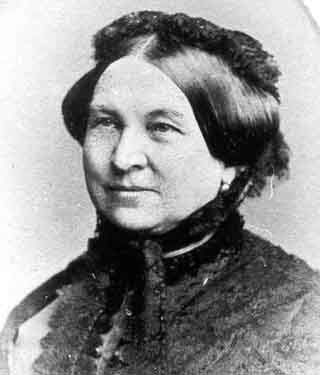
Prinses Elisabeth van Pruisen

Marie Elisabeth Caroline Victoria van Pruisen (Berlijn, 18 juni 1815 - Bessungen, 21 maart 1885) was een Pruisische prinses uit het Huis Hohenzollern. 
Zij was het zesde kind en de derde dochter van Frederik Willem Karel van Pruisen en Marie Anne Amalie van Hessen-Homburg. Zij was een zuster van de Beierse koningin Marie. Ze huwde op 22 oktober 1836 met Karel van Hessen-Darmstadt, een broer van groothertog Lodewijk III van Hessen-Darmstadt. In Hessen zette Elisabeth zich meteen in voor de armenzorg. In 1858 werd in Darmstadt het op haar initiatief gebouwde diaconessenhuis Elisabethenstift geopend.
Aan Elisabeth dankt Hessen ook de aanwezigheid van de zogenaamde Darmstadt Madonna van de schilder Hans Holbein. Dit schilderij werd in 1822 op een Berlijnse salon aangekocht door de vader van prinses Elisabeth. Zij erfde het schilderij na diens overlijden in 1851. Toen haar zoon Lodewijk, die sinds 1877 groothertog van Hessen en aan de Rijn was in 1878 weduwnaar werd, stond Elisabeth hem - tot haar eigen dood - als landsvrouwe terzijde.

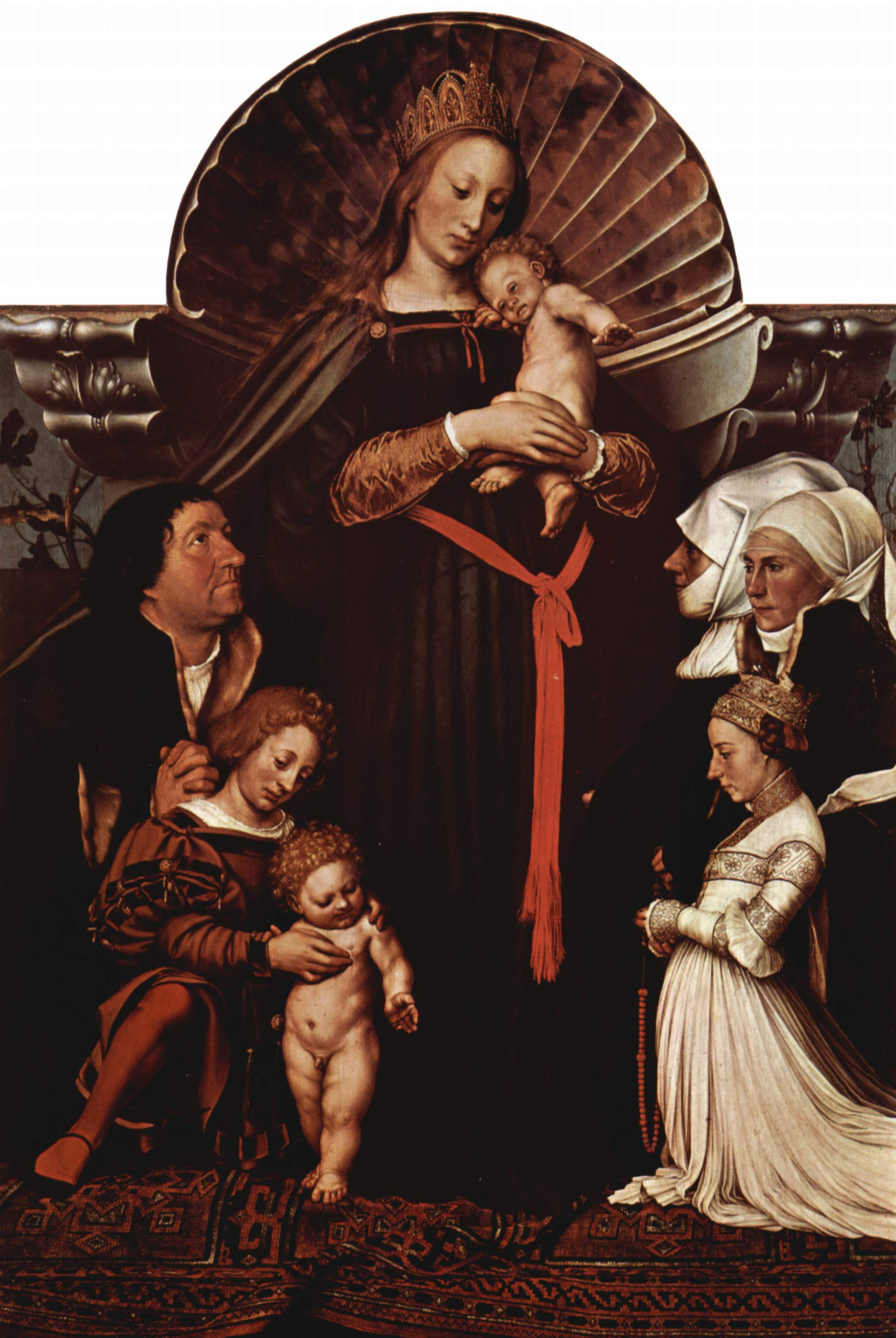
De Darmstadt Madonna, Hans Holbein de Jonge

## Kinderen
Elisabeth en Karel kregen de volgende kinderen:
- Lodewijk (1837-1892)
- Hendrik (1838-1900)
- Anna (1843-1865)
- Willem (1845-1900)